# Lucie Kutrová
Lucie Kutrová (* 12. prosince 1992 v Havířově) je česká cestovatelka, blogerka a autorka cestopisů.

## Životopis
Vyrůstala v Petřvaldu u Karviné. Po základní škole vystudovala střední ekonomickou školu a začala pracovat v kanceláři. Ve dvaceti letech nastoupila na Vysokou školu ekonomickou v Praze, obor Podniková ekonomie a management a zároveň si začala postupně plnit své životní sny, které si zapisovala do svého bucket listu. Bakalářské studium na rok přerušila kvůli pracovnímu pobytu v Austrálii (2015 –2016) a školu dokončila v červnu 2016. Svou bakalářskou práci zpracovala na téma sestavení podnikatelského plánu pro založení čajovny v Austrálii.
Postupně se zamilovala do horské turistiky a dálkových přechodů a její bucket list se plnil hlavně cestovatelskými cíli. K cestování ji od začátku vedl otec, se kterým první cesty pod spacákem absolvovala, když jí byly tři roky. V roce 2016 s ním zdolala ve Švýcarských Alpách svou první dvoutisícovku – Rochers de Naye. V roce 2017 vylezla na Gran Paradiso, svou první čtyřtisícovku. Společně s otcem v témže roce navštívila Olymp a tři nejvyšší hory Ukrajiny. Jejím prvním dálkovým pěším trekem byla Svatojakubská cesta z Bilbaa do Santiago de Compostela, kterou absolvovala v srpnu a září 2017. Tam se rozhodla, že další její cestou bude Pacifická hřebenovka, na tu se vydala v dubnu 2018, když dokončovala svůj poslední semestr inženýrského studia v Kanadě, a její absolvování jí trvalo pět měsíců. V roce 2019 absolvovala horské přechody Tour du Mont Blanc přes Itálii, Francii a Švýcarsko a Walkers Haute Route z Chamonix do Zermattu. V srpnu 2019 se svým otcem vystoupila i na vrchol Mont Blancu. Od roku 2019 je majitelkou huskyho, kterého pojmenovala Marvel. Od té doby se na horské přechody vydává společně s ním: absolvovali hřebenovku Nízkých Tater na Slovenku, italskou Alta Via 1 v Dolomitech, 2000 km na Stezce Českem okolo českých hranic, Kungsleden trek ve Švédsku, Lofoty v Norsku atd. Spolu s přáteli založila neziskovou organizaci Pomáhej s Marvelem, která se snaží pomáhat útulkům, jež se starají o opuštěná, nemocná a zraněná zvířata. Kromě cestování dělá přednášky a besedy, píše knihy, k tomu má i různé další spolupráce a projekty.